# Szkoła Biznesu Politechniki Warszawskiej

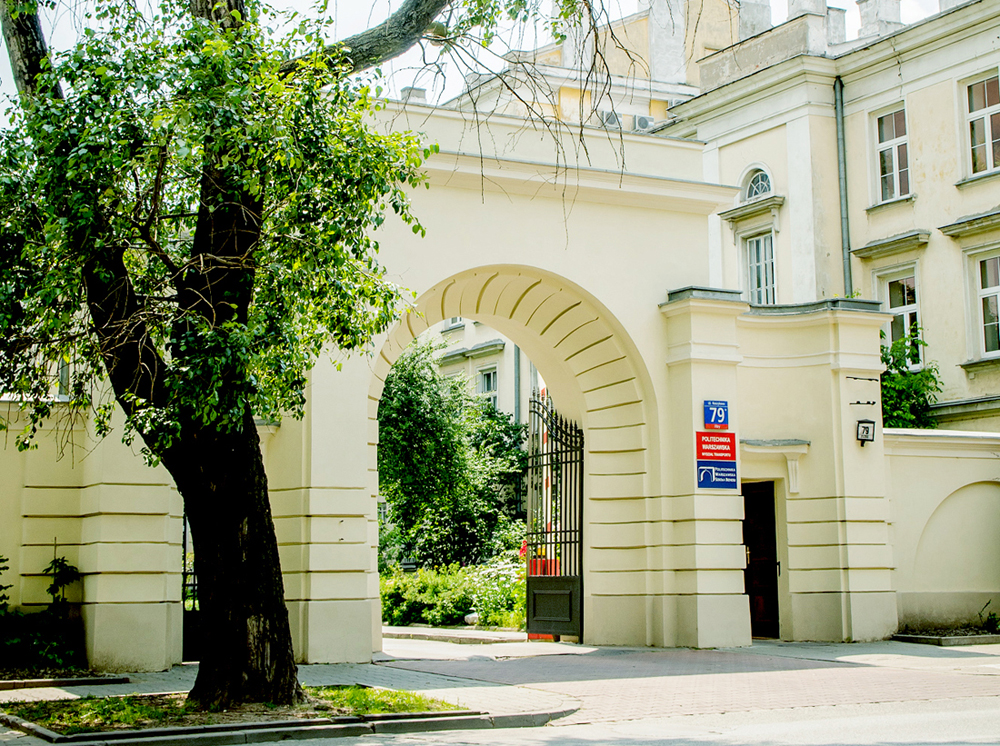
Brama Szkoły Biznesu Politechniki Warszawskiej

Szkoła Biznesu Politechniki Warszawskiej (Warsaw University of Technology Business School) – uczelnia powstała w 1991 roku w wyniku wspólnego przedsięwzięcia Politechniki Warszawskiej i trzech szkół europejskich:
- London Business School – 1. pozycja w Europie wg rankingu europejskich szkół biznesu Financial Times z 2017 roku[1],
- HEC School of Management Paris – szkoła biznesu we Francji, zaliczana do grupy Grandes Ecoles, 2. pozycja w Europie wg rankingu europejskich szkół biznesu Financial Times z 2016 roku[1],
- Norwegian School of Economics(inne języki) – państwowa uczelnia ekonomiczna w Norwegii, z której rekrutuje się m.in. prof. Finn Kydland, laureat Nagrody Nobla 2004 w dziedzinie ekonomii. Szkoła zajmuje 38. miejsce w Europie według Financial Times 2016[1].

Po ukończeniu studiów absolwenci otrzymują Dyplom Executive Master of Business Administration. Dyplom MBA nadawany jest przez Politechnikę Warszawską i zawiera zapis o udziale szkół partnerskich.
W 2006 roku oba programy Executive MBA oraz International MBA otrzymały prestiżową międzynarodową akredytację dla programów EPAS (Programme Accreditation System) nadaną przez EFMD (European Foundation for Management Development), organizację skupiającą wiodące światowe szkoły biznesu. Akredytacja jest potwierdzeniem najwyższych, międzynarodowych standardów jakości realizacji programów. W 2011, 2014 oraz 2017 roku Szkoła ponownie udowodniła, że należy do jednych z najlepszych szkół biznesu w Europie pomyślnie przechodząc proces re-akredytacji, który zakończył się przedłużeniem akredytacji MBA na kolejne 4 lata.

## Historia
- 1992 – uruchomienie w Szkole Biznesu pierwszego angielskojęzycznego programu edukacyjnego wiodącego do uzyskania tytułu Master of Science in Business, zwanego obecnie programem International MBA
- 1995 – uruchomienie programu Master HEC en Sciences de Gestion Approfondies dla francuskojęzycznych absolwentów
- 1996 – uruchomienie programu Executive MBA skierowanego do przedstawicieli profesjonalnej kadry menedżerskiej
- 2002 – uruchomienie Studium Farmakoekonomiki, Marketingu i Prawa Farmaceutycznego, przeznaczonego dla osób z wyższym wykształceniem pracujących lub mających zamiar podjąć pracę w sektorze farmaceutycznym oraz instytucjach organizujących i finansujących opiekę zdrowotną.
- 2003 – wprowadzenie kursu Międzynarodowych Standardów Sprawozdawczości Finansowej, adresowanego do profesjonalistów z dziedziny rachunkowości i finansów.
- 2005 – szkoła uzyskała dofinansowanie Unii Europejskiej na specjalną edycję programu Executive MBA pod nazwą „Europejski Menedżer”, adresowanego do kadr zarządzających małych, średnich i dużych firm.
- 2006 – oba programy Szkoły: Executive MBA oraz International MBA otrzymały dyplom Klasy Mistrzowskiej w ogólnopolskim Ratingu MBA SEM Forum.
- 2006 – Szkoła Biznesu Politechniki Warszawskiej otrzymała prestiżową międzynarodową akredytację dla programów EPAS. European Foundation for Managmenet Developement nadała akredytację zarówno dla programu Executive MBA, jak i International MBA.
- 2007 – oba programy MBA Szkoły Biznesu Politechniki Warszawskiej zajęły pierwszą pozycję w ogólnopolskim rankingu „MBA Wprost 2007”
- 2008 – w ratingu MBA SEM Forum po raz drugi oba programy Szkoły Biznesu PW: Exectutive MBA oraz International MBA otrzymały dyplom Klasy Mistrzowskiej. Przy ocenie programów pod uwagę brane były wyniki szczegółowej ankiety programów, a także wyniki badań przeprowadzonych wśród absolwentów oraz pracodawców.
- 2008 – Szkoła Biznesu Politechniki Warszawskiej zajęła 25. pozycję w zestawieniu „TOP MBA”. Ranking bazuje na ocenach globalnych firm rekrutacyjnych.
- 2009 – Szkoła Biznesu Politechniki Warszawskiej zajęła drugie miejsce w globalnym rankingu FYMBA Rising Stars ogłoszonym przez portal FindyourMBA.com.
- 2010 – szkoła została ponownie zaklasyfikowana na 2. pozycji w globalnym rankingu FYMBA Rising Stars ogłoszonym przez portal FindyourMBA.com[2].
- 2010 – po raz trzeci Exectutive MBA oraz International MBA otrzymały dyplom Klasy Mistrzowskiej w ogólnopolskim Ratingu MBA SEM Forum.
- 2010 – uruchomienie nowego programu Szkoły Biznesu PW – Akademia Psychologii Przywództwa.
- 2011 – Szkoła Biznesu Politechniki Warszawskiej zajęła 15. pozycję w zestawieniu „TOP MBA”[3].
- 2011 – Programy Executive MBA oraz International MBA zajęły odpowiednio 1. i 2. miejsce w rankingu MBA Home&Market.
- 2011 – Program International MBA zajął 1. miejsce w Europie Wschodniej w kategorii „General Management” rankingu Eduniversal Best Masters Ranking[4]. Program Executive MBA został uhonorowany 2. pozycją w Europie Wschodniej[5].
- 2012 – program International MBA Szkoły Biznesu PW zajął pierwsze miejsce rankingu MBA Home&Market 2012.
- 2012 – po raz czwarty oba programy Szkoły: Executive MBA oraz International MBA otrzymały prestiżowy dyplom Klasy Mistrzowskiej w ogólnopolskim Ratingu MBA Stowarzyszenia Edukacji Menedżerskiej Forum.
- 2012 – Szkoła Biznesu PW uruchomiła program współfinansowany przez Unię Europejską FBA – Mazowiecka Akademia Firm Rodzinnych  adresowany do właścicieli i kadry zarządzającej firm rodzinnych na Mazowszu.
- 2012 – program Executive MBA zajął 3. miejsce w Europie Wschodniej w rankingu Eduniversal Best Masters Ranking 2012/2013.
- 2013 – program Executive MBA zajął 4. miejsce w Europie Wschodniej w rankingu Eduniversal Best Masters Ranking 2013/2014.
- 2013 – Szkoła Biznesu Politechniki Warszawskiej zajęła 17. pozycję w zestawieniu „TOP MBA”.
- 2014 – po raz piąty Exectutive MBA otrzymał dyplom Klasy Mistrzowskiej w ogólnopolskim Ratingu MBA SEM Forum.
- 2014 – Szkoła Biznesu PW zakończyła proces re-akredytacji EPAS.
- 2014 – Szkoła Biznesu Politechniki Warszawskiej została laureatem programu Polska Nagroda Innowacyjności 2014[6]<organizowanego przez Polską Agencję Przedsiębiorczości.
- 2015 – program Executive MBA zajął 7. miejsce w Europie Wschodniej w rankingu Eduniversal Best Masters Ranking 2014/2015.
- 2015 – program Executive MBA zajął I miejsce wg Opinii Absolwentów w Rankingu MBA Perspektywy.
- 2016 – program Executive MBA zajął 10. miejsce w Europie Wschodniej w rankingu Eduniversal Best Masters Ranking 2015/2016
- 2017 – Szkoła Biznesu PW po raz czwarty otrzymała prestiżową re-akredytację EPAS.
- 2017 – Obchody 25-lecia Szkoły Biznesu PW.
- 2018 – uruchomienie programów MBA Digital Transformation oraz MBA Finance & TechnologyZajęcia prowadzone w Szkole Biznesu Politechniki Warszawskiej

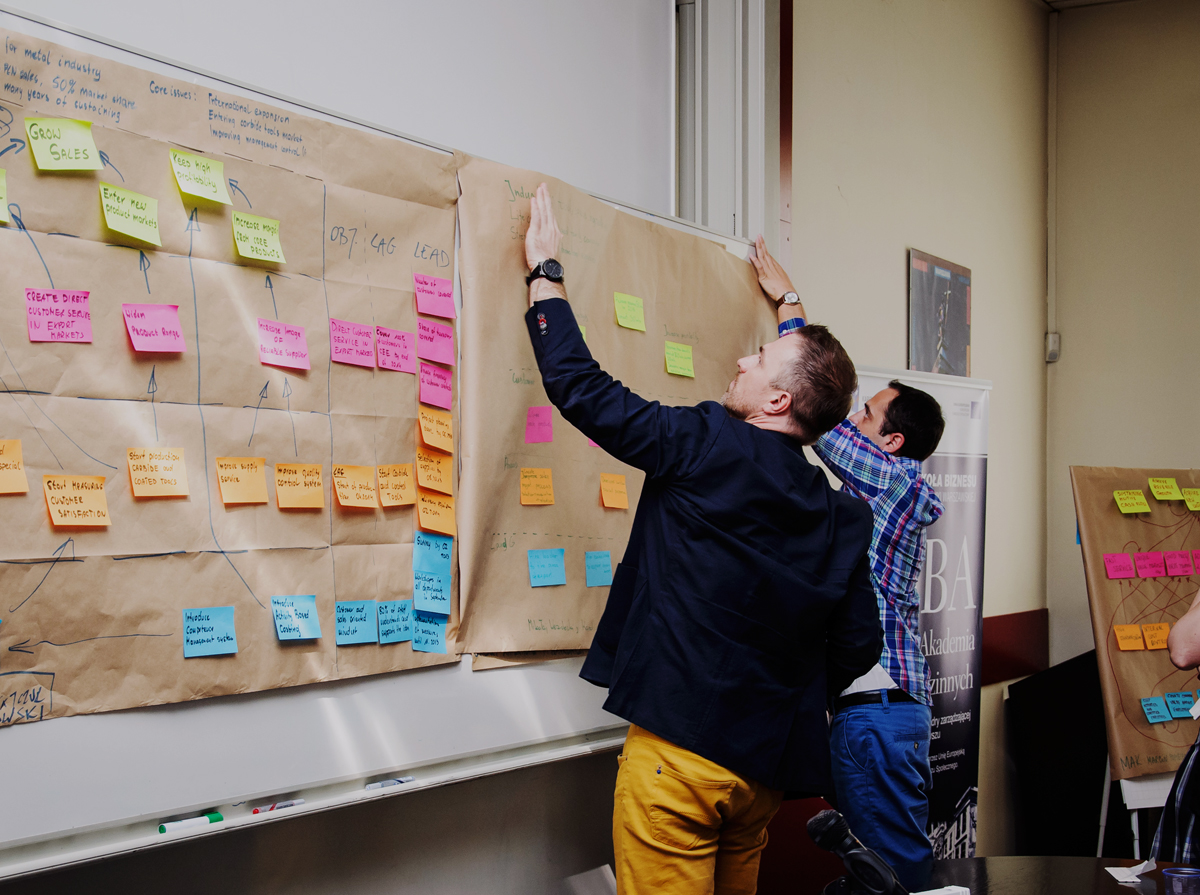
Zajęcia prowadzone w Szkole Biznesu Politechniki Warszawskiej

## Władze i kadra dydaktyczna
Dyrektorem Szkoły Biznesu Politechniki Warszawskiej jest dr Paweł Urbański, a jego zastępcą – Michał Kucharski. Poprzednimi dyrektorami szkoły byli prof. Olaf Żylicz (2016–2017), prof. Witold Orłowski (2003–2016), dr inż. Zbigniew Turowski (1992–2003) oraz prof. Roger S. Bivand (1991–1992).
Połowę kadry stanowią wykładowcy partnerskich uczelni zagranicznych. Do 30% zajęć prowadzą praktycy z takich firm, jak Accenture, Centertel, Deloitte, Hay Group, Hewitt, KPMG Oracle, PricewaterhouseCoopers, Procter & Gamble, SAP.
W Szkole Biznesu Politechniki Warszawskiej wykładają między innymi profesorowie: Eric Cornuel, Georges Blanc, Alastair Nicholson, Jean-Paul Larçon, Rolf Brunstad, Stefan Szymanski, Witold Orłowski, Craig Smith, Daniel Michel, Jean-François David, Krzysztof Jajuga; a także Robert Patterson, Collin Wilks i Dariusz Bargieł.

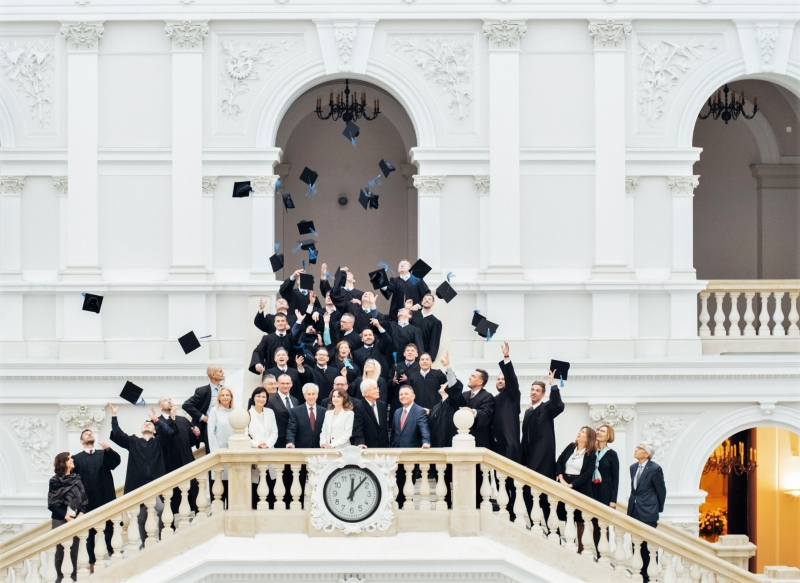
Graduacja Executive MBA

## Programy Szkoły Biznesu Politechniki Warszawskiej
- Executive MBA – program utworzony w 1996 roku. Są to studia podyplomowe w języku angielskim realizowane w trybie weekendowym, przeznaczone dla wyższej i średniej kadry menedżerskiej. Program został zaprojektowany z myślą o potrzebach wyższej i średniej kadry menedżerskiej. To studia, które otwierają nowe horyzonty i pozwalają na zrozumienie najnowszych trendów i wyzwań stawianych przez szybko zmieniający się świat biznesu. W programie zawarty jest indywidualny program rozwoju osobistego – Personal development: trasformation labs. Jest również możliwość wzięcia udziału w projekcie start-up’owym w ramach współpracy z MIT Enterprise Forum CEE oraz w sesjach wyjazdowych.
- Akademia Psychologii Przywództwa – studium prowadzone w języku polskim w zakresie psychologii przywództwa i relacji w biznesie. Akademia jest realizowana we współpracy z Grupą Firm Doradczych Values, prowadzoną przez Jacka Santorskiego[7].
- MBA Digital Transformation to roczne studia podyplomowe w języku polskim adresowane do osób zainteresowanych obszarem nowoczesnych technologii informatycznych, które podnoszą konkurencyjność własnej organizacji, jak i pozwalają stworzyć nowy pomysł na biznes.
- MBA Finance & Technology to roczne studia podyplomowe w języku polskim adresowane do osób sprawujących funkcje menedżerskie w obszarach finansowych, które chcą rozszerzyć swoje kompetencje przywódcze oraz zdolności analityczne w kontekście zarządzania strategicznego finansami.Absolwenci programu Executive MBA

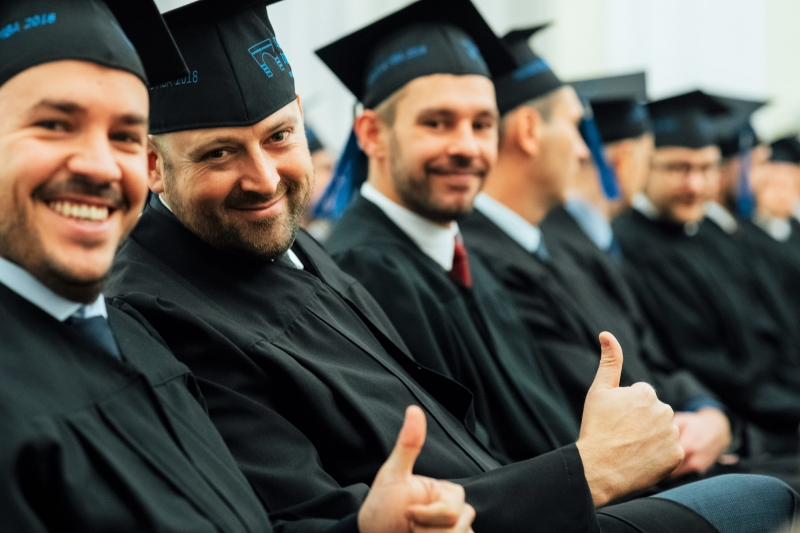
Absolwenci programu Executive MBA

MBA Kaizen Excellence in World Class Manufacturing – trzysemestralne studia podyplomowe powstały w partnerstwie Szkoły Biznesu PW z Wydziałem Inżynierii Produkcji PW oraz Kaizen Institute. Głównym celem studiów jest przekazanie praktycznej wiedzy w zakresie organizacji i zarządzania nowoczesnym przedsiębiorstwem produkcyjnym, skutecznie operującym na rynkach globalnych. Studia MBA Kaizen Excellence in WCM adresowane są do kierowników wyższego i średniego szczebla, a także osób zajmujących się wdrażaniem nowoczesnych systemów zarządzania i osób zajmujących się usprawnieniami na produkcji.
- Total Design Management – program studiów podyplomowych realizowany w trybie weekendowym, stworzony dla ludzi otwartych na nowe pomysły, twórczych i innowacyjnych, chcących się rozwijać poprzez pracę w dynamicznych zespołach składających się z osób o różnym doświadczeniu i spojrzeniu na świat. Program jest prowadzony we współpracy z Instytutem Wzornictwa Przemysłowego. Program skierowany jest do ludzi o kreatywnym i innowacyjnym podejściu do życia, chcących poszerzyć horyzonty poprzez zdobycie kompetencji design menedżera. Jest adresowany do dwóch głównych grup odbiorców, wymagających wyprofilowanego programu: design i biznes.
- ACCA Postgraduate Studies in Accounting & Finance to program studiów podyplomowych prowadzący do uzyskania dyplomu przyznawanego przez Szkołę Biznesu Politechniki Warszawskiej. Szkoła Biznesu otrzymała prestiżową akredytację ACCA, globalnej organizacji zrzeszającej top specjalistów z zakresu finansów, rachunkowości oraz zarządzania, co potwierdza wysoki, zgodny ze światowymi standardami ACCA, poziom nauczania. Program gwarantuje odpowiedni nacisk na ćwiczenie praktycznych kompetencji poprzez analizę „case studies” na zajęciach. Słuchacze zaliczający akredytowane przedmioty w ramach zajęć na uczelni zyskują dodatkowo zwolnienia z części egzaminów ACCA (F1-F9), co znacznie przyśpiesza drogę do członkostwa w organizacji, oszczędzając przy tym również pieniądze (nawet do kilkuset funtów!).
- Studium Farmakoekonomiki – zaoczne studia typu podyplomowego. Przeznaczone jest dla osób z wyższym wykształceniem pracujących lub mających zamiar podjąć pracę w sektorze farmaceutycznym oraz instytucjach organizujących i finansujących opiekę zdrowotną. Zajęcia realizowane są w języku polskim w trybie weekendowym. Ścieżka programu farmaceutycznego – Interdyscyplinarne Studia Managerów Farmacji: Ukończenie kursów Badania Kliniczne i Rozwój Leków oraz Sprzedaż i Marketing Leków, a także podyplomowego Studium Farmakoekonomiki prowadzi do uzyskania dyplomu studiów podyplomowych Interdyscyplinarne Studia Menedżerów Farmacji.
- Badania Kliniczne i Rozwój Leku to dwuweekendowy kurs adresowany do osób pracujących w przemyśle farmaceutycznym i medycznym. Celem kształcenia jest zdobycie i rozszerzenie zakresu wiedzy oraz nabycie konkretnych, praktycznych umiejętności z uwzględnieniem specyfiki pracy w branży, rozwój kompetencji zwiększających przewagę konkurencyjną. Ścieżka programu farmaceutycznego – Interdyscyplinarne Studia Managerów Farmacji: Ukończenie kursów Badania Kliniczne i Rozwój Leków oraz Sprzedaż i Marketing Leków, a także podyplomowego Studium Farmakoekonomiki prowadzi do uzyskania dyplomu studiów podyplomowych Interdyscyplinarne Studia Menedżerów Farmacji.
- Sprzedaż i Marketing Leków to trzyweekendowy kurs adresowany do osób pracujących w przemyśle farmaceutycznym i medycznym. Celem kształcenia jest zdobycie i rozszerzenie zakresu wiedzy oraz nabycie konkretnych, praktycznych umiejętności z uwzględnieniem specyfiki pracy w branży, rozwój kompetencji zwiększających przewagę konkurencyjną. Ścieżka programu farmaceutycznego – Interdyscyplinarne Studia Managerów Farmacji: Ukończenie kursów Badania Kliniczne i Rozwój Leków oraz Sprzedaż i Marketing Leków, a także podyplomowego Studium Farmakoekonomiki prowadzi do uzyskania dyplomu studiów podyplomowych Interdyscyplinarne Studia Menedżerów Farmacji.
- Interdyscyplinarne Studia Menadżerów Farmacji to roczne, zaoczne studia podyplomowe realizowane w trybie weekendowym przeznaczone dla osób pracujących lub chcących pracować w przemyśle farmaceutycznym bądź medycznym. Celem kształcenia jest zdobycie wiedzy i nabycie konkretnych, praktycznych umiejętności oraz rozwój kompetencji osobistych zwiększających możliwości rynkowe. Zajęcia prowadzą znani nauczyciele akademiccy, związani z medycyną i zarządzaniem, przedstawiciele władz, a także doświadczeni praktycy o różnych specjalnościach z wielu firm farmaceutycznych. Ścieżka programu farmaceutycznego – Interdyscyplinarne Studia Managerów Farmacji: Ukończenie kursów Badania Kliniczne i Rozwój Leków oraz Sprzedaż i Marketing Leków, a także podyplomowego Studium Farmakoekonomiki prowadzi do uzyskania dyplomu studiów podyplomowych Interdyscyplinarne Studia Menedżerów Farmacji.

- Program Certificate in Business for Engineers pozwoli Ci na podniesienie kompetencji zarówno twardych, jak i miękkich (językowych, komunikacyjnych, analitycznych oraz w zakresie przedsiębiorczości), które w dzisiejszej rzeczywistości biznesowej są niezbędne już na starcie aktywności zawodowej. Praktyczne warsztaty i projekt biznesowy ułatwią Ci płynne przejście ze świata akademickiego do środowiska korporacyjnego i start-upowego. Program prowadzony jest w języku angielskim.
- Energetyka Odnawialna dla biznesu to roczny program studiów podyplomowych realizowany w trybie weekendowym, współtworzony przez Szkołę Biznesu Politechniki Warszawskiej i Instytut Energetyki Odnawialnej. Stworzony został z myślą o osobach działających w obszarze energetyki odnawialnej chętnych lepiej poznać uwarunkowania ekonomiczne i potrzeby rynku redukcji kosztów energii, m.in. technologia: fotowoltaiczna i wiatrowa.

## Współpraca
Szkoła biznesu Politechniki Warszawskiej współpracuje z wieloma uniwersytami, instytutami i nie tylko, na całym świecie, są to m.in.: Politecnico di Milano – Włochy, The City University of New York Baruch College – USA, Baltic Management Institute – Litwa, MCI the Entreprenual School, University of Salford Manchester – Wielka Brytania, Goa Institute of Management – Indie, Donghua University – Chiny, Instytut Energii Odnawialnej (IEO) – Polska.